# Étienne Poncher (archevêque de Tours)
Pour les articles homonymes, voir Étienne Poncher.
Étienne Poncher (mort le 15 mars 1553 à Paris), est un homme d'Église français du XVIe siècle. Il est successivement évêque de Bayonne, puis archevêque de Tours.

## Biographie
Étienne Poncher est le fils de Jean Poncher, trésorier général de Tours, et de Catherine Hurault. Docteur en droit canon, abbé commandataire de l'abbaye de la Roë dès le 6 juillet 1530, maître des requêtes, 1531, aumônier ordinaire du roi, 1534. Il permit à Étienne Amyot, sénéchal de Craon, en raison de ses bons offices, d'occuper la maison abbatiale de la Roë, 1533, eut comme vicaires au temporel et au spirituel : Louis Leroux, chanoine d'Angers, 1542, Georges Macé, prieur de Saint-Aignan d'Angers, 1550.
Évêque de Bayonne depuis 1532, il présida le chapitre général à La Roë, le 28 août 1536. Il fit en 1549 un règlement en treize articles pour l'abbaye de la Roë, proscrivant entre autres les livres hérétiques.
Il est archevêque de Tours par bulle du 6 avril 1551, abbé de la Charité et de Saint-Pierre-le-Vif, il mourut à Paris le 15 mars 1553 et fut inhumé aux Célestins. Il avait résigné la Roë au commencement de 1551. Il portait d'or au chevron de gueules, accompagné d'une tête de Maure de sable bandée d'argent et de trois coquilles de sable.